# Molophilus tanypus
Molophilus tanypus är en tvåvingeart. Molophilus tanypus ingår i släktet Molophilus och familjen småharkrankar.

## Underarter
Arten delas in i följande underarter:
- M. t. coloratus
- M. t. tanypus